# Antoni Sikorski (wojskowy)

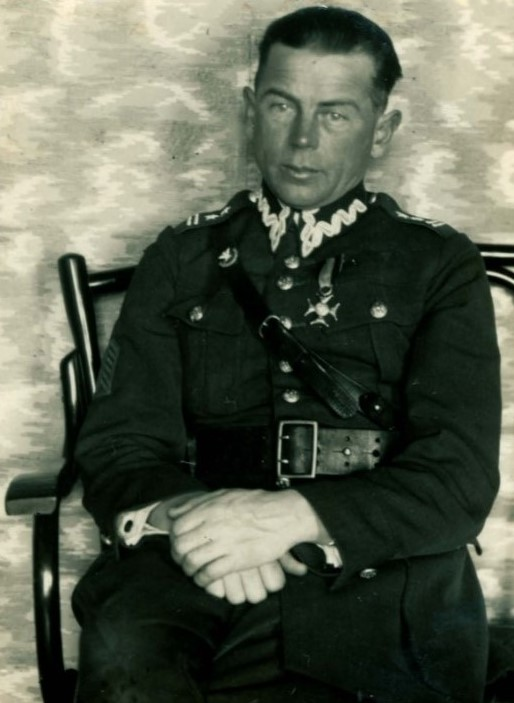
Antoni Sikorski w styczniu 1935

Antoni Sikorski, ps. Rawicz (ur. 13 czerwca 1893 w Łodzi, zm. 18 listopada 1987 we Włochach) – podpułkownik piechoty Wojska Polskiego, działacz niepodległościowy, kawaler Orderu Virtuti Militari.

## Życiorys
Urodził się 13 czerwca 1893 w Łodzi, w rodzinie Władysława, mistrza budowlanego, i Marii z Papińskich. Był bratem Bronisława (1894–1943), adwokata, kapitana piechoty rezerwy, odznaczonego Orderem Virtuti Militari, zamordowanego w KL Sachsenhausen, Henryka (1901–1978), urzędnika, podporucznika saperów rezerwy, odznaczonego Orderem Virtuti Militari i Medalem Niepodległości, Stefana Wacława (1905–1944), adwokata, porucznika piechoty rezerwy Wojska Polskiego, członka Komendy Okręgu Kraków Armii Krajowej, Stanisławy ps. „Sokoliczówna” (1892‒1982), po mężu Ślósarskiej, członkini Polskiej Organizacji Wojskowej, odznaczonej Medalem Niepodległości, Eugenii (1896‒1975), po mężu Gliwicz, Pelagii (1898–1988), żony Zdzisława Maćkowskiego, Aleksandra (zm. 1901) i Marianny (zm. 1907).
Antoni pierwsze lata życia spędził w Łodzi, a następnie przeniósł się do Piotrkowa, gdzie rodzice nabyli posiadłość miejską (dom i parcelę). Od 1907 do 1913 uczęszczał do polskiego gimnazjum w Piotrkowie, które ukończył zdanym egzaminem dojrzałości. Jako uczeń gimnazjum należał do Organizacji Młodzieży Niepodległościowej „Zarzewie”, a od 1913 także do Polskich Drużyn Strzeleckich. Pełnił również funkcję komendanta drużyny harcerskiej.
19 grudnia 1918 dostał się do niewoli ukraińskiej. Początkowo został osadzony w więzieniu w Tarnopolu, a od 4 maja 1919 przebywał w obozie internowanych Polaków w Dolinie. 28 maja tego roku zbiegł z niewoli i 1 czerwca przybył do macierzystego pułku, który w międzyczasie został przemianowany na 8 pułk piechoty Legionów. Objął w nim dowództwo kompanii marszowej, a następnie 10. kompanii.
W listopadzie 1921 wrócił do 8 pp Leg. na stanowisko pełniącego obowiązki dowódcy III batalionu.
3 maja 1922 został zweryfikowany w stopniu kapitana ze starszeństwem od 1 czerwca 1919 i 1441. lokatą w korpusie oficerów piechoty.
18 lutego 1928 prezydent RP nadał mu z dniem 1 stycznia 1928 stopień majora w korpusie oficerów piechoty i 122. lokatą. Z dniem 1 sierpnia 1928 został przeniesiony służbowo do Szkoły Podchorążych Rezerwy Piechoty nr 4 w Tomaszowie Mazowieckim na stanowisko zastępcy komendanta szkoły.
15 grudnia 1933 został przeniesiony do Korpusu Ochrony Pogranicza na stanowisko dowódcy batalionu KOP „Nowe Święciany”. 24 stycznia 1934 prezydent RP nadał mu z dniem 1 stycznia 1934 stopień podpułkownika w korpusie oficerów piechoty i 12. lokatą. W sierpniu 1936 został przeniesiony do 34 pułku piechoty w Białej Podlaskiej na stanowisko zastępcy dowódcy pułku. We wrześniu 1938 został przeniesiony do Dowództwa Okręgu Korpusu Nr X w Przemyślu na stanowisko zastępcy kierownika 10 Okręgowego Urzędu Przysposobienia Wojskowego i Wychowania Fizycznego.
W chwili wybuchu II wojny światowej służył w Przemyślu. Po mobilizacji został przeniesiony do dyspozycji dowódcy korpusu jako oficer do zadań specjalnych, Armii „Karpaty”, która 6 września została przemianowana na Armię „Małopolska”. 6 września od dowódcy gen. bryg. Wacława Scaevoli-Wieczorkiewicza, otrzymał rozkaz natychmiastowego udania się w rejon wsi Gorzyce i przejęcia dowództwa Grupy „Sandomierz”, oraz organizacji obrony linii Wisły od Zawichostu do Baranowa Sandomierskiego. Po odwrocie Grupy z wideł Wisły i Sanu i walkach osłonowych pod Tomaszowem Lubelskim, po rozwiązaniu oddziału, 28 września, przekroczył granicę polsko-węgierską. W grudniu 1939 r. na wezwanie Naczelnego Wodza gen. Władysława Sikorskiego dotarł do Paryża. 20 czerwca 1940 wyjechał do Anglii. W lutym 1941 został internowany w tzw. Stacji Zbornej Oficerów Rothesay.
W marcu 1942, opuścił Rothesay i został wykładowcą taktyki połączonych rodzajów wojska z przydziałem do Centrum Wyszkolenia Artylerii w Cowdenbeath w Szkocji. Prowadził również wykłady w istniejącej w pobliżu Szkole Podchorążych Rezerwy Artylerii. Pełnił funkcję komendanta Centrum Wyszkolenia Artylerii Przeciwpancernej w Crawford. W 1945 r. w obozie dla jeńców ukraińskich na terenie brytyjskiej strefy okupacyjnej w Niemczech został komendantem polskiej grupy oficerskiej. Wiosną 1946 w będącym pod brytyjską komendą Polskim Obozie Repatriacyjnym w Polkemmet objął funkcję komendanta, współorganizując morskie transporty polskich żołnierzy do kraju.
5 grudnia 1947 wrócił do kraju.
Zmarł 18 listopada 1987 we Włochach. Został pochowany w grobie rodzinnym na cmentarzu parafii św. Teresy od Dzieciątka Jezus i Męczenników Rzymskich (sektor A3, rząd 4, grób 48).
Był dwukrotnie żonaty. Ze związku z Janiną ze Skrzyneckich (1896–1961), miał córkę Krystynę Marię po mężu Hofman (1922–2011) i syna Witolda (ur. 28 czerwca 1928). W 1968 ożenił się ze Szkotką Robiną Wiliamson Adamson.

## Ordery i odznaczenia
- Krzyż Złoty Orderu Wojskowego Virtuti Militari nr 242
- Krzyż Srebrny Orderu Wojskowego Virtuti Militari nr 916[29][3]
- Krzyż Komandorski Orderu Odrodzenia Polski – 11 listopada 1985 „za prace historyczno-niepodległościowe”[30]
- Krzyż Niepodległości – 16 marca 1933 „za pracę w dziele odzyskania niepodległości”[31][32]
- Krzyż Kawalerski Orderu Odrodzenia Polski – 11 listopada 1975[33]
- Krzyż Walecznych czterokrotnie[34]
- Złoty Krzyż Zasługi[34]
- Medal Pamiątkowy za Wojnę 1918–1921
- Medal Dziesięciolecia Odzyskanej Niepodległości
- Odznaka Pamiątkowa Więźniów Ideowych[5]
- Odznaka za Rany i Kontuzje z jedną gwiazdką
- łotewski Medal Pamiątkowy 1918-1928 – 6 sierpnia 1929[35]